# شاهد ۱۳۱
شاهد ۱۳۱ با نام روسی ГЕРАНЬ-۱ (گل شمعدانی-۱)، یک پهپاد ساخت ایران است که در اکتبر ۲۰۲۲ و در جریان تهاجم روسیه به اوکراین مورد توجه قرار گرفت.

## طراحی

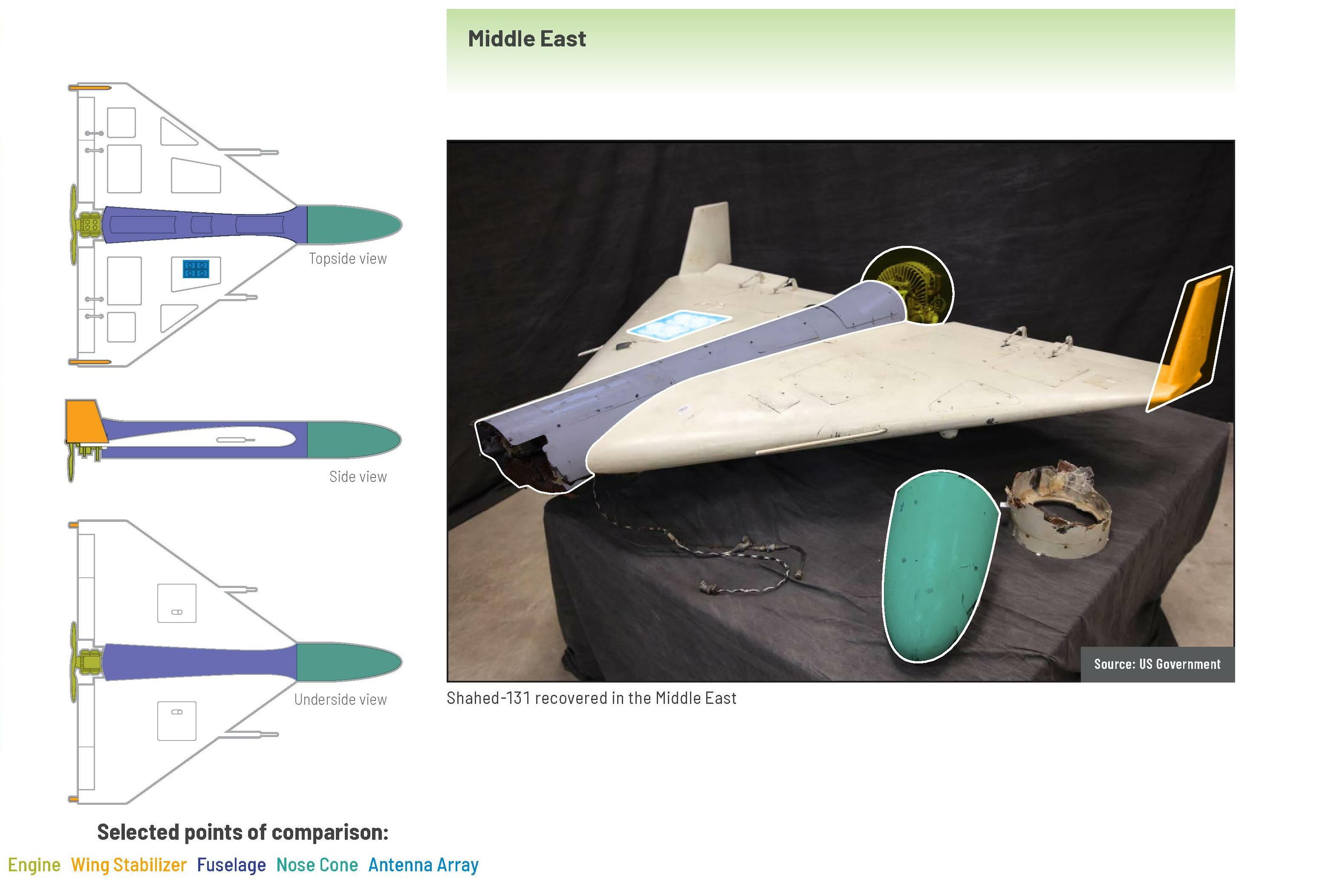
شاهد ۱۳۱

شاهد-۱۳۱ از پیشرانه وانکل صراط-۱ استفاده می‌کند که یک کپی از پیشرانه وانکل MDR-208 است. از این پهپاد در حمله به تأسیسات نفتی آرامکو (۲۰۱۹) استفاده شد و به عنوان بخشی از تحقیقات قطعنامه ۲۲۳۱ به دبیرخانه سازمان ملل ارجاع شد.
واحد کنترل پرواز شاهد-۱۳۱ قادر به اتصال با ماهواره‌های ایریدیوم است که این موضوع روی کاغذ به آن اجازه می‌دهد تا مسیر پرواز را در اواسط پرواز تغییر دهد. واحد کنترل پرواز دارای یک سیستم ناوبری اینرسی است و توسط ژیروسکوپ MEMS پشتیبانی می‌شود.
به گزارش ماهنامه نیروی هوایی، طرح‌های هواگرد پرسه‌زن کنترون ARD-10 در سال ۵/۲۰۰۴ به سازمان صنایع هوایی ایران فروخته شد و توسط صنایع هوایی شاهد برای توسعه پهپادهای شاهد ۱۳۱ و شاهد ۱۳۶ مورد استفاده قرار گرفت. با این حال، موسسه رویال یونایتد سرویسز در مقاله‌ای بیان کرد که منشأ شاهد ۱۳۱ مبهم است.
وزن کلاهک این پهپاد ۱۵ کیلوگرم و برد آن ۹۰۰ کیلومتر است.

## تاریخچه عملیاتی

### حمله به بقیق و خریص
ادعا شده‌است که این پهپاد برای اولین بار در شبه جزیره عربستان دیده شده و در توسط جنبش حوثی‌ها برای حمله به اهداف سعودی استفاده شده‌است. با این حال واشینگتن پست مدعی شد که در این حملات از پهپادهای دیگری استفاده شده‌است.

### حمله روسیه به اوکراین
از این پهپاد در جریان تهاجم روسیه به اوکراین در سال ۲۰۲۲، با نام روسی ژران-۱ استفاده شد.

## کاربران

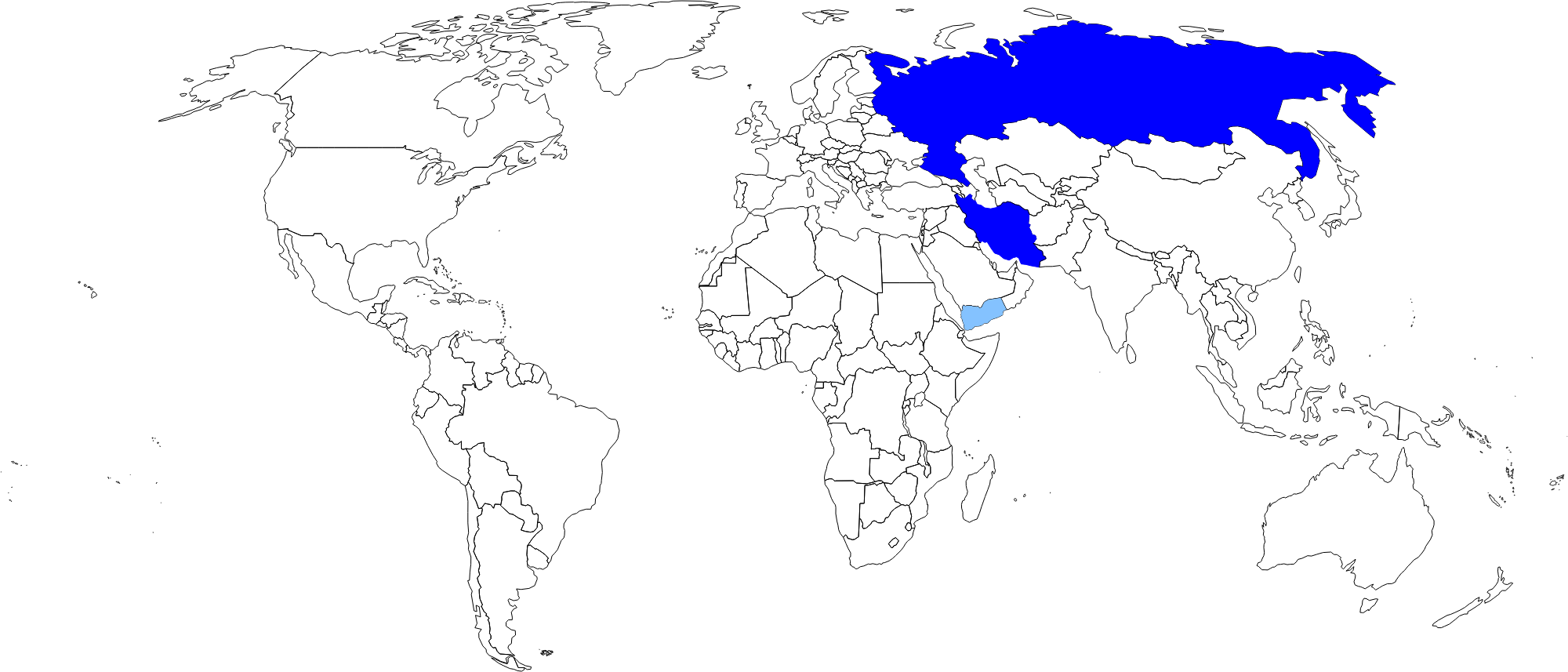
آبی پررنگ: کشورهای استفاده‌کننده آبی کمرنگ: کاربران غیردولتی (شبه نظامی)

- ایران
- روسیه: با نام ژران-۱[۱۵]

### کاربران غیردولتی
- حوثی‌ها[۱۶]